# Anne Frankboom

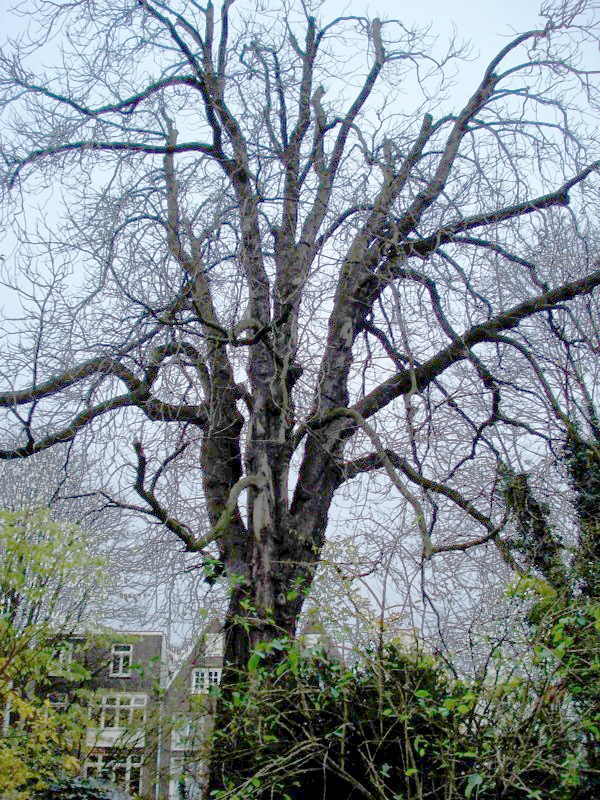
De Anne Frankboom in januari 2006

De Anne Frankboom was de bijnaam van een witte paardenkastanje (Aesculus hippocastanum) die in het centrum van Amsterdam stond. De boom bevond zich in de tuin van het pand Keizersgracht 188 en geniet bekendheid doordat hij beschreven is in Het Achterhuis, het dagboek dat Anne Frank in de Tweede Wereldoorlog bijhield. Zij had vanuit het zolderraam van haar onderduikadres aan de Prinsengracht uitzicht op de boom.
De boom waaide op 23 augustus 2010 om.

## Historie
De boom werd halverwege de 19e eeuw geplant. In Het Achterhuis wordt de kastanje drie keer beschreven; op 23 februari, op 18 april en op 13 mei 1944. De twee eerste keren wordt de kastanje verbonden met de verliefdheid van Anne voor Peter van Daan: Wij keken alle twee naar de blauwe hemel, de kale kastanjeboom aan wiens takken kleine druppeltjes schitterden, naar de meeuwen en de andere vogels die in hun scheervlucht wel van zilver leken. Dat alles ontroerde en pakte ons alle twee zo, dat we niet meer konden spreken.
Op 13 mei wordt gemeld dat de boom vol in bloei staat: Gisteren was vader jarig, vader en moeder waren 19 jaar getrouwd, het was geen werkster dag en de zon scheen, zoals ze in 1944 nog niet geschenen had. Onze kastanjeboom staat van onder tot boven in volle bloei, hij is vol met bladeren en veel mooier dan verleden jaar.

### Onderhoud
In 1993 dreigde de boom te bezwijken door vervuiling van een nabijgelegen ondergrondse olietank en aantasting door een houtrot veroorzakende schimmel. De gemeente Amsterdam betaalde 365.000 gulden (circa 165.000 euro) om de boom te redden en nam de verzorging van de boom over. Deze taak is later overgegaan naar het stadsdeel Amsterdam-Centrum.
In 2005 werd de kroon van de boom behoorlijk ingekort. Hierdoor stak de boom minder boven de gebouwen uit, waardoor hij minder wind ving.
In november 2006 bleek uit een onderzoek dat het hout van de Anne Frankboom voor 42 procent verrot was. Het stadsdeel Amsterdam-Centrum verleende hierop een kapvergunning, onder protest van diverse deskundigen en omwonenden, die om een second opinion analyse van de monumentale boom vroegen. De Bomenstichting en een aantal buurtbewoners tekenden bezwaar aan tegen de kapvergunning en de bezwaarcommissie van het stadsdeel gaf hun de kans om in januari 2008 met een alternatief onderzoek en plan te komen.
Toen in november 2007 het stadsdeel een noodkap aankondigde, op basis van een zes weken oude analyse, stapten de Bomenstichting en buurtbewoners naar de rechter om dit te voorkomen. Aan de hand van second opinion-onderzoeken was al gebleken dat de boom niet op instorten stond en dat deze door voor de veiligheid vastsnoeren of stutten nog enige jaren kon blijven staan en op natuurlijke wijze oud worden. De voorzieningenrechter van de rechtbank, mr. Jurjen Bade, besloot dat de kap geen doorgang mocht vinden.
De Bomenstichting presenteerde twee weken later een plan voor een ondersteunende constructie, bestaande uit een driehoek van stalen balken met daarin twee ringen die ervoor moesten zorgen dat de stam niet zou omknikken. Deze beugel met een hoogte van acht meter garandeerde de veiligheid van de boom, en moest daarmee de levensduur met minimaal vijftien jaar verlengen. De beugel moest ongeveer 50.000 euro kosten. In december 2007 werd de Stichting Support Anne Frank Tree opgericht, met als doel het beheer van de boom over te nemen en alle maatregelen voor het behoud van de boom te treffen.
Op 3 januari 2008 werd de gezamenlijke conclusie van de boomdeskundigen van beide zijden bekend. De boom kon nog zeker 5-15 jaar leven. In de winter zou de boom tweemaal zo sterk zijn als nodig om een storm van windkracht 11 te doorstaan; in de zomer kon de boom die windkracht ook aan, maar was er geen veiligheidsmarge. Voor de veiligheid was dus de ondersteunende constructie nodig, en verzorging door boomdeskundigen. Een dag eerder maakte het stadsdeel wereldkundig dat de boom inderdaad was aangetast door de dikrandtonderzwam. Volgens het stadsdeel bevestigde de aanwezigheid van de schimmel dat het uitgeven van de kapvergunning terecht was.
Op 16 januari 2008 adviseerde de bezwaarschriftencommissie van het stadsdeel dat de kapvergunning door het stadsdeel terecht was verstrekt. Dit betekende dat de eigenaar op 30 januari 2008 de vergunning mocht gebruiken. Het stadsdeel liet echter de mogelijkheid open aan de Stichting Support Anne Frank Tree om in overleg met de eigenaar de constructie te bouwen. Mocht dit niet op korte termijn lukken, dan kon de eigenaar alsnog besluiten de boom om te hakken. Op 23 januari 2008 sloot het stadsdeel Amsterdam-Centrum, de Bomenstichting, de stichting Support Anne Frank Tree, de Anne Frank Stichting en andere betrokkenen een overeenkomst dat de boom zou blijven staan mits er een speciale constructie zou worden gebouwd die de veiligheid ook bij extreme windbelasting (orkaan) garandeerde. Deze constructie is vervolgens in april 2008 door de Stichting Support Anne Frank Tree gebouwd.

### Omgewaaid
Op 23 augustus 2010 waaide de boom om, ondanks de stevige stalen constructie en overige hulpmiddelen. Stevige windstoten werden de boom omstreeks 13.30 uur fataal. De stam van de dertig ton zware boom is ongeveer een meter boven de grond afgebroken en op de grond terechtgekomen. Doordat de boom niet naar het Anne Frank Huis toe viel, maar in de tuin, is er verder geen schade aan bebouwing aangericht en zijn er geen gewonden gevallen.

## Trivia

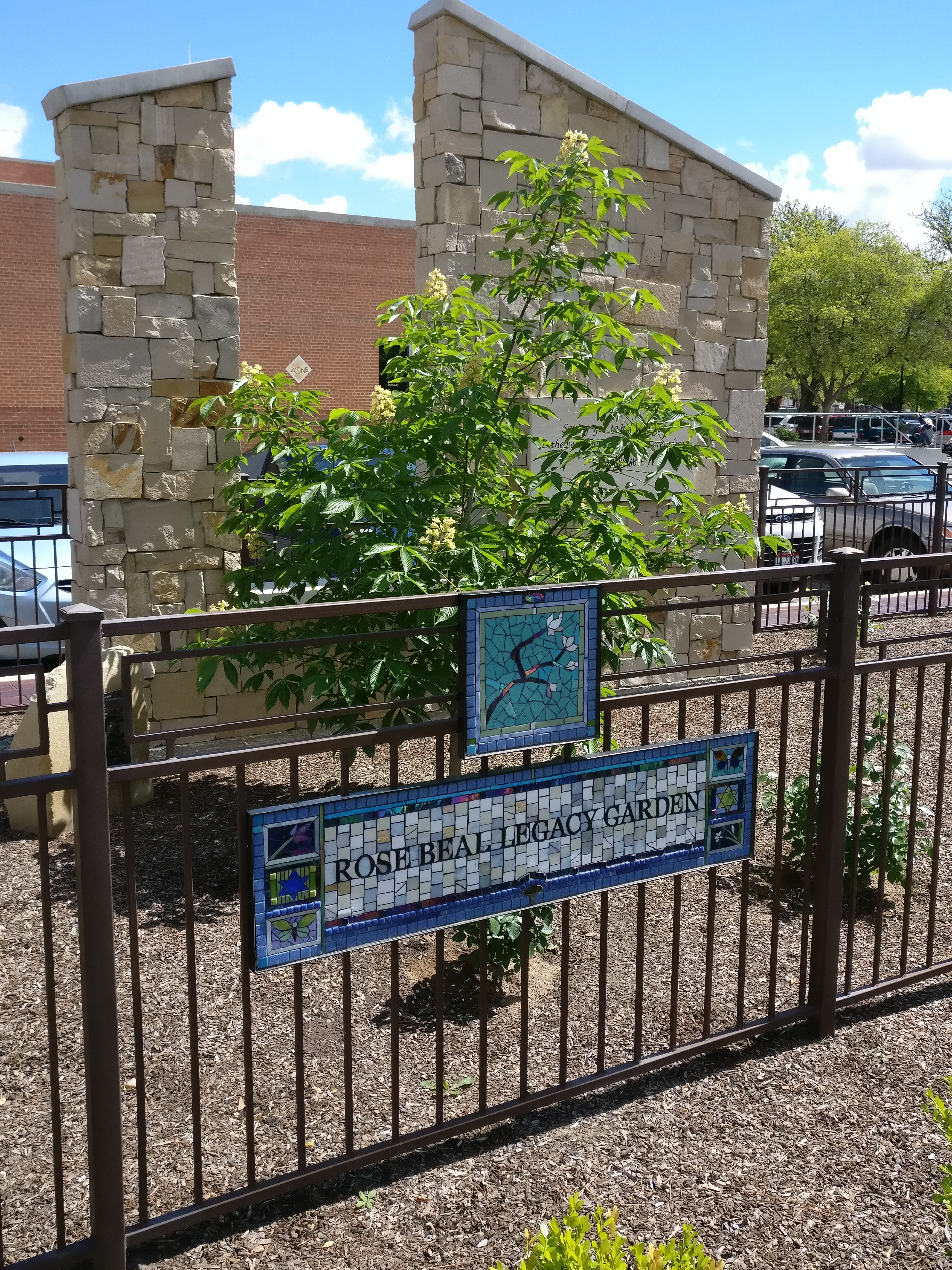
Stekje van de Anne Frankboom in Boise

- Actrice Emma Thompson lanceerde in 2006 de Anne Frankboom-website, waarop bezoekers een blaadje kunnen achterlaten voor de boom en blijk kunnen geven van hun verbondenheid met Anne Frank.
- Een buurman van de boom had bij de boom kastanjes geraapt en te koop gezet op de website eBay, hierop werd door iemand 7000 euro geboden.[12] De opbrengst is gedoneerd aan de Anne Frank Stichting.
- In de Jardin Anne Frank te Parijs werd tijdens de opening op 20 juni 2007 een stekje van de boom geplant door burgemeester Bertrand Delanoë, Pierre Aidenbaum (burgemeester van de 3e arrondissement, en Hans Westra, directeur van het Anne Frank Huis.